# Kabinett Makarios VI

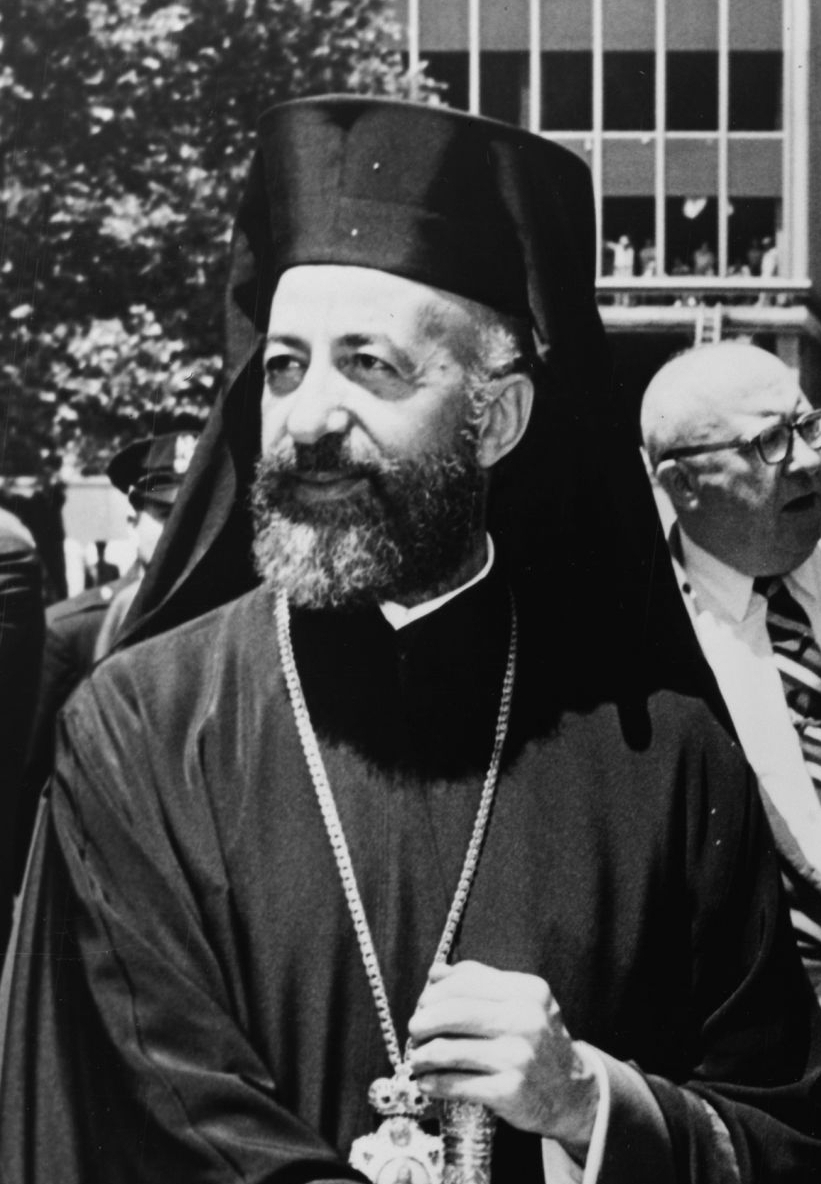
Erzbischof Makarios III. war zwischen 1974 und 1977 erneut Staatspräsident

Das Kabinett Makarios VI wurde in der Republik Zypern am 14. Januar 1975 von Staatspräsident Erzbischof Makarios III. gebildet und löste das als Übergangsregierung gebildete Kabinett Glafkos Klerides ab. Nachdem Erzbischof Makarios III. am 3. August 1977 verstorben war, übernahm sein Ziehsohn, der frühere Außenminister Spyros Kyprianou, kommissarisch das Amt des Staatspräsidenten und bildete am 31. August 1977 das Kabinett Spyros Kyprianou I.

## Minister
Dem Kabinett gehörten folgende Minister an:
| Amt                                                   | Amtsinhaber                                               | Beginn der Amtszeit             | Ende der Amtszeit               |
| ----------------------------------------------------- | --------------------------------------------------------- | ------------------------------- | ------------------------------- |
| Staatspräsident                                       | Erzbischof Makarios III. Spyros Kyprianou (kommissarisch) | 7. Dezember 1974 3. August 1977 | 3. August 1977 31. August 1977  |
| Außenminister                                         | Ioannis Christophides                                     | 14. Januar 1974                 | 31. August 1977                 |
| Finanzminister                                        | Andreas Patsalides                                        | 14. Januar 1975                 | 31. August 1977                 |
| Innenminister und Verteidigungsminister               | Christodoulos Veniamin                                    | 14. Januar 1975                 | 31. August 1977                 |
| Bildungsminister                                      | Andreas Mikellides Chrysostomos Sofianos                  | 14. Januar 1975 5. Oktober 1976 | 5. Oktober 1976 31. August 1977 |
| Minister für Landwirtschaft und natürliche Ressourcen | Frixos Kolotas                                            | 14. Januar 1975                 | 31. August 1977                 |
| Minister für Handel und Industrie                     | Michail Kolokasidis Antonios Pierides                     | 14. Januar 1975 5. Oktober 1976 | 5. Oktober 1976 31. August 1977 |
| Justizminister                                        | Giorgios Ioannides                                        | 14. Januar 1975                 | 31. August 1977                 |
| Minister für Arbeit und Sozialversicherung            | Markos Spanos                                             | 14. Januar 1975                 | 31. August 1977                 |
| Minister für Kommunikation und öffentliche Arbeiten   | Giorgios Tombazos                                         | 14. Januar 1975                 | 31. August 1977                 |
| Gesundheitsminister                                   | Christos Vakis Andreas Mikellides                         | 14. Januar 1975 26. August 1976 | 5. Oktober 1976 31. August 1977 |